# Чуприна Євгенія Володимирівна
Євгенія Володимирівна Чуприна (нар. 24 липня 1971, Київ) — сучасна українська поетеса, письменниця та драматург. Голова оргкомітету Міжнародної премії ім. Олеся Ульяненка. Член Українського ПЕН, Національної спілки письменників України та Національної спілки журналістів. Лауреат премії ім/ Короленка (2004). Авторка збірок віршів «Твори» (1997, 2000) і «Вид знизу» (2002), прозових «Роман з Пельменем» (2000, 2002) та мешап-роману «Орхидеи ещё не зацвели» (2010).
Співала з панк-гуртами «Вапно», «Регулятори». Фронтвумен інтелектуальної панк-групи Wowchoke.

## Життєпис

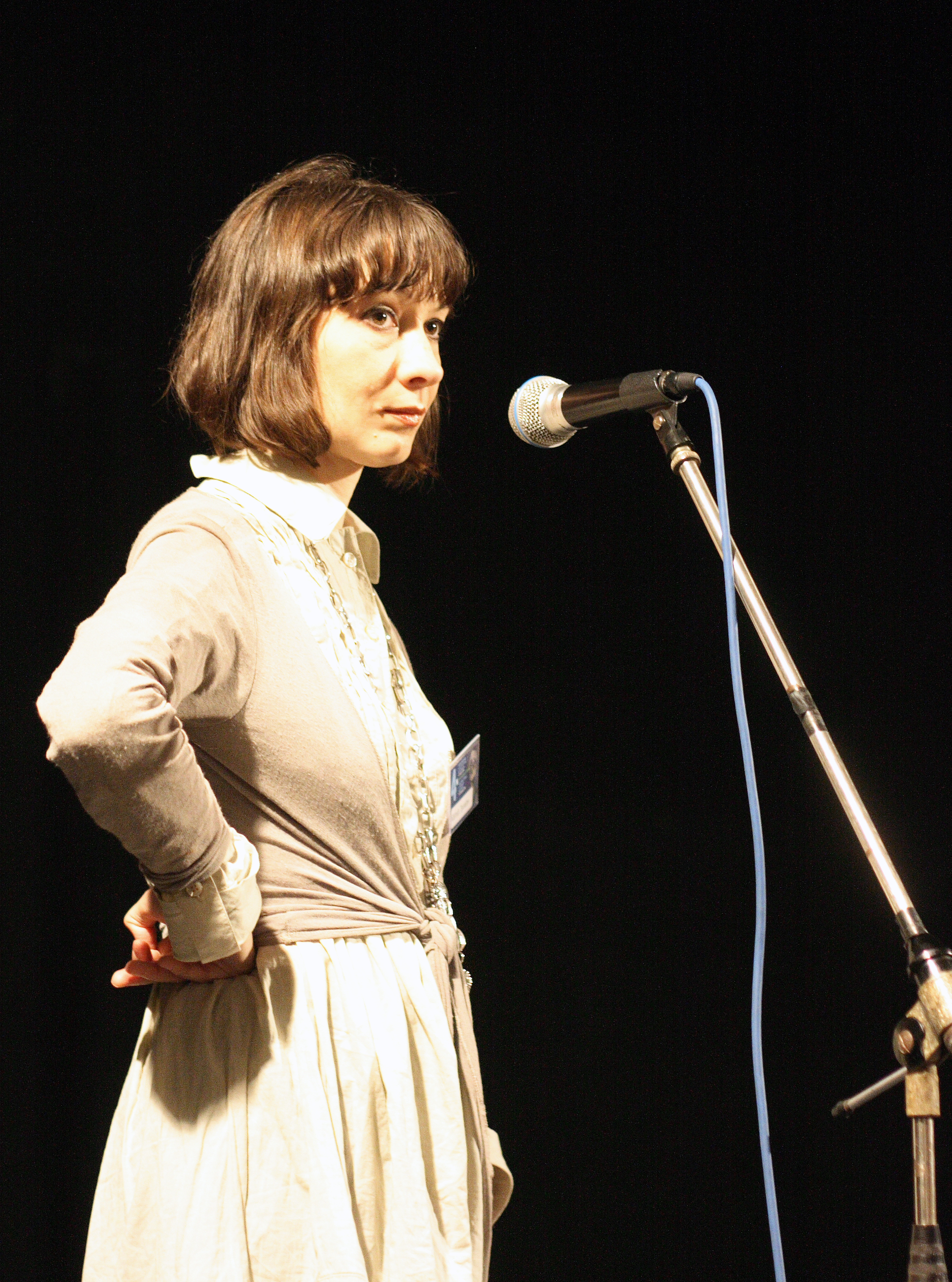
Євгенія Чуприна у вересні 2009

Навчалася на філологічному факультеті КНУ ім. Шевченка.
Авторка збірок віршів «Твори» (1997, 2000) і «Вид знизу» (2002), «У хаті, де не працює санвузол» (2016), «У шубі на стиглому тілі» (2017), «Великі форми» (2019) прозового «Роман з Пельменем» (2000, 2002), який став першим російським інтернет-бестселлером. Твори друкувалися в альманахах «Побережье», Філадельфія; «Сталкер», Лос-Анджелес; журналах «Нева», Петербург; «Веселка», Київ; «СТЫХ», Дніпропетровськ; «Радуга» Київ; «Отражение» Донецьк; «Фабула»; «Лава», Харків та інші. П'єса «Цвєтаєва + Пастернак» ставилася в театрі-модерн «Сузір'я», Київ.
Виступаючи проти копірайту, відмовилась від користування авторськими правами на роман «Орхидеи еще не зацвели», який виклала у вільний доступ на сайті «Сетевая словесность». Але існує повніша версія цього роману, яку авторка називає «дорослою».
Вела авторські колонки в «EGO» «XXL», «Жіночому журналі» і газеті «24». Працювала заступницею головного редактора чоловічого журналу «XXL».
Була літературною агенткою письменника Олеся Ульяненка до його смерті. Укладачка антології «Мистецький Барбакан. Трикутник 92».

## Творчість у складі гурту «Вапно»
2017—2018 — співачка і авторка текстів у панк-гурті «Вапно».

## Книги
- Збірка віршів «Твори» (1997, 2000)
- Збірка віршів «Вид снизу» (2002)
- Роман «Роман з Пельменем» (2000, 2002)
- Мешап-роман «Орхидеи ещё не зацвели» (2010)
- Збірка верлібрів «У хаті, де не працює санвузол» (2016)
- Збірка віршів «У шубі на стиглому тілі» (2017)[12]
- Євгенія Чуприна. Великі форми. — Залізний тато, 2019. — 118 с. — ISBN 978-617-7653-15-7.

## Публікації
- альманах «Побережье», Філадельфія
- альманах «Сталкер», Лос-Анджелес
- журналах «Нева», Петербург
- альманах «Веселка», Київ
- альманах «СТЫХ», Дніпро
- журнал «Радуга», Київ
- альманах «Отражение», Донецьк
- альманах «Фабула»
- альманах «Лава», Харків
- «Ломикамінь: антологія українського верлібру», Львів

Серед перекладачів російською книги Сергія Жадана «Червоний Елвіс».

## Особисте життя
Живе в Києві, чоловік — письменник Олексій Нікітін.

## Відео
- Куртуазний матріархат у Львові [Архівовано 2 березня 2022 у Wayback Machine.]
- Поезія про поезію. Всесвітній день поезії у Львові. Виступ Євгенії Чуприної [Архівовано 2 березня 2022 у Wayback Machine.]
- Євгенія Чуприна. Шляхами Сапфо [Архівовано 2 березня 2022 у Wayback Machine.]
- Shopping Hour feat Евгения Чуприна — Ревность Философа [Архівовано 2 березня 2022 у Wayback Machine.]